# رو و پشت صفحه
روی صفحه یا پشت صفحه (به انگلیسی: A-Side و B-Side) به پشت و روی صفحه‌های ضبط شده با گرامافون گفته می‌شود. صفحه‌های گرامافون گاه شامل تک آهنگ و گاه شامل یک آلبوم چندآهنگه هستند. معمولاً آهنگی که از طرف خود هنرمند یا تهیه‌کننده اثر یا ناشر اثر بهتر تشخیص داده شده است در قسمت روی صفحه (A-Side) ضبط می‌شده است و در قسمت پشت صفحه (B-Side) آهنگ دیگری قرار می‌گرفته است. بعضی از هنرمندان، از جمله الویس پرسلی و گروه بیتلز آهنگ‌هایی را به عنوان آهنگ پشت صفحه منتشر می‌کردند که به خوبی آهنگ روی صفحه بود.